# Pieraz
Pieraz (né en 1983), est un cheval hongre de type arabe à la robe grise, fils de Pierscien et Aziella, double champion du monde d'endurance avec la cavalière américaine Valery Kanavy. Il est aussi le second cheval cloné au monde.

## Histoire
Pieraz est castré à l'âge de 3 ans. Il est acheté en France en 1989 à l'âge de six ans, pour seulement 2 500 francs, soit l'équivalent de 375 euros. Avec sa cavalière américaine Valery Kanavy, il devient champion du monde d'endurance équestre à La Haye en 1994 et à Kansas City en 1996. Il termine alors un parcours de 160 km, dont 85 de sable profond, avec presque 7 minutes d'avance sur son poursuivant.

## Clonage
Pieraz étant castré, il n'a pas eu de descendance. Ce hongre est plus connu pour être le second cheval cloné au monde, après Prometea,. En 2002, la cavalière de Pieraz Valery Kanavy entend pour la première fois parler du clonage, et est extrêmement intéressée par l'idée que son cheval puisse transmettre son patrimoine génétique. Cela fait de Pieraz  le premier cheval cloné dans le but de préserver un capital génétique. Pour cela, Eric Palmer, ancien chercheur de l'INRA devenu PDG de la société Cryozootech, effectue une biopsie sur le hongre, alors âgé de 24 ans. Il fait naître le 25 février 2005, Pieraz-Cryozootech-Stallion (ou Pieraz Z CL), un poulain de 42 kg en parfaite santé. 40 actionnaires ont financé ce clonage, et se partagent en échange une dose de semence par an. Les haras nationaux français, initialement favorables pour collecter et commercialiser la semence du clone de Pieraz en partenariat avec le laboratoire Cryozootech, ont finalement refusé sur insistance d'un décisionnaire.
Le poulain cloné est présenté au public sur l'hippodrome de Rambouillet en 2006,,. Devenu étalon, il est approuvé et déclaré fertile en 2007. Il a sailli la jument championne d'endurance Varoussa. le premier poulain au monde fils d'un clone naît ainsi en avril 2008.